# Miroslav Plesinger-Božinov
Miroslav Plesinger-Božinov (8. června 1883, Lobkovice – 17. ledna 1963, Praha) byl český legionář, politik a diplomat, který se významně zasloužil o vznik a rozvoj prvorepublikového Československa.

## Život
Narodil se v rodině rolníka Josefa Plesingera (1857–1916) a jeho ženy Marie, rozené Janouškové a ovdovělé Roškotové v Lobkovicích v Palackého ulici č.17 (otec Josef byl později v Lobkovicích starostou). Vystudoval Českou vysokou školu technickou v Praze, obor stavebního inženýrství. Již za studií přispíval do Časopisu pokrokového studentstva a do Samostatnosti.
V roce 1915 vyslal dr. Edvard Beneš tajně Miroslava Plesingera do Švýcarska za Tomášem G. Masarykem a vybavil jej pasem na jméno bulharského hudebního skladatele Vasil Atanas Božinov.
Pod tímto jménem Plesinger později vystupoval i v rámci dalších zahraničních aktivit, až si v roce 1923 dal bulharské příjmení úředně připojit ke svému původnímu jménu jako Miroslav Plesinger-Božinov..
Ze Švýcarska byl na jaře 1918 povolán do ústředí Československé národní rady v Paříži. Ve Francii zůstal i po vzniku Československa a v roce 1919 byl členem československé delegace na mírových jednáních ve Versailles. V červenci 1919 byl jako první diplomatický zástupce Československa do Nizozemí, kde s titulem chargé d'affaires dočasně vedl diplomatické zastoupení. V letech 1920–1927 byl československým vyslancem v Dánsku, kde se zpočátku potýkal s nedůvěrou dánské vlády k nové Československé republice, během let zde ale nakonec získal řadu cenných kontaktů. Stál u zrodu Dánsko-československé obchodní komory, ve spolupráci s přáteli z uměleckých kruhů organizoval také řadu kulturních akcí. V letech 1927–1928 působil v Praze na ministerstvu zahraničí jako ministerský rada a v letech 1928–1933 byl vyslancem v Nizozemí. V této funkci měl zásadní podíl na zřízení Památníku J. A. Komenského v Naardenu. Kvůli nesrovnalostem ve financování byl v roce 1933 odvolán a v roce 1935 předčasně penzionován.
Roku 1912 se oženil s Annou Cerhovou (1883–1977), která patřila k prvé generaci malířek – studujících v dámské škole pro kreslení a malbu Uměleckoprůmyslové školy v Praze (1898–1899); měli pět dětí. Nejmladší dcera Dagmar Plesingerová-Božinová (1926–2012) byla herečkou divadla F. X. Šaldy v Liberci. Anna Plesingerová-Božinová se ve své tvorbě věnovala především krajinomalbě z cest (jižní Čechy, Slovinsko, Nizozemí), ztvárněné technikami akvarelu nebo olejomalby.
Po komunistickém převratu v roce 1948 byl Plesinger v 50. letech 20. století zatčen a v roce 1953 odsouzen na 1 rok a 9 měsíců za napomáhání útěku Karlu Erbanovi z Československa. Vazba ve věznici na Pankráci mu podlomila zdraví.Zemřel 17.1.1963 a byl pohřben na hřbitově v Neratovicích.

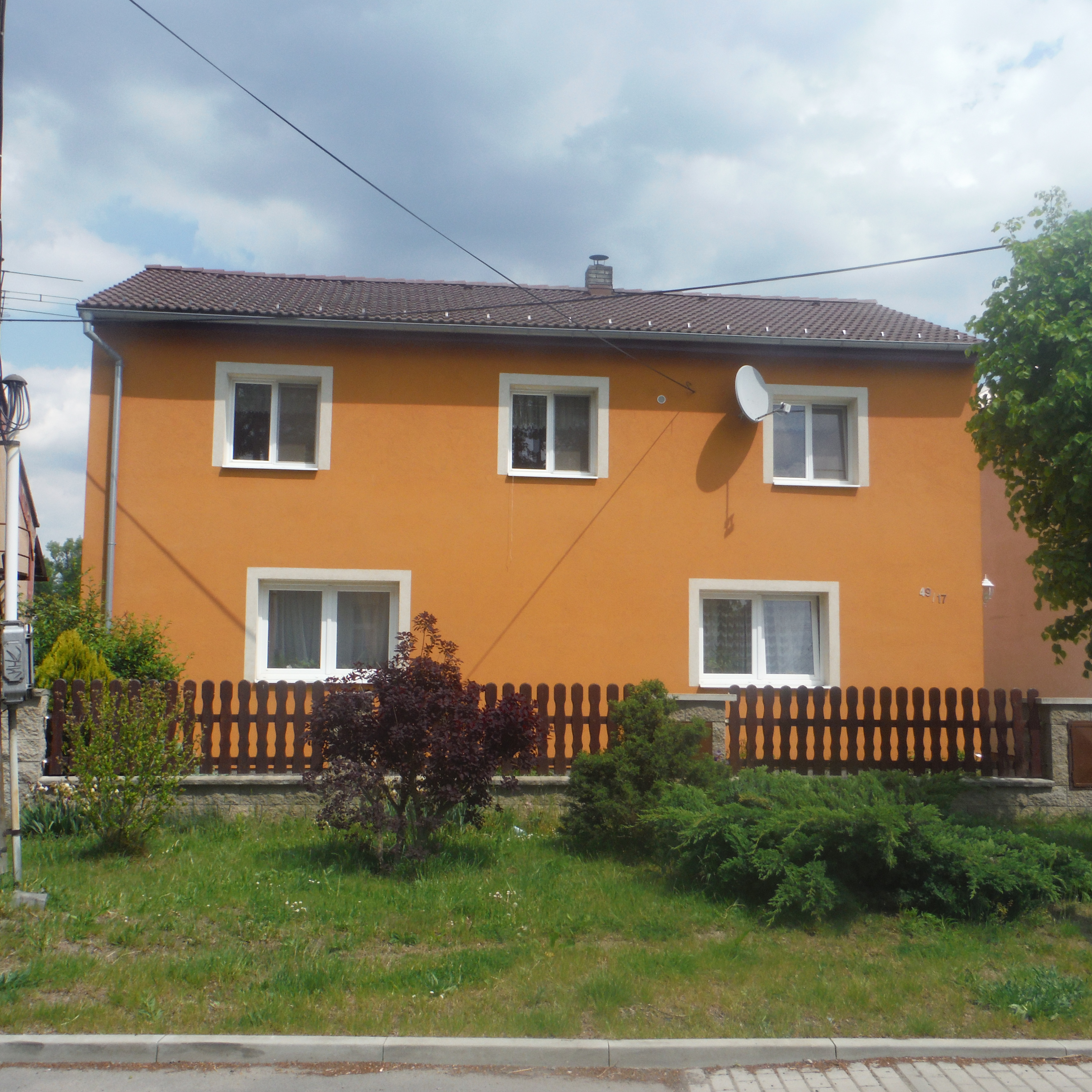
Rodný dům M.Plesingera-Božinova v Lobkovicích č.17

V roce 1992 byl Ing. Miroslav Plesinger-Božinov rehabilitován a 27. května 2007 mu byla na hřbitově v Neratovicích odhalena pamětní deska. Od roku 2008 nese jeho jméno jedna ze dvou neratovických základních škol. Základní škola Ing. M. Plesingera-Božinova se nachází ve Školní ulici 900.

## Pozůstalost
Obrazy Anny Plesingerové-Cerhové se dostaly do Oblastní galerie v Liberci.
Větší soubor předmětů historické nebo umělecké hodnoty zakoupilo Národní muzeum v Praze v roce 2016 z dědictví po Plesingerově dceři.

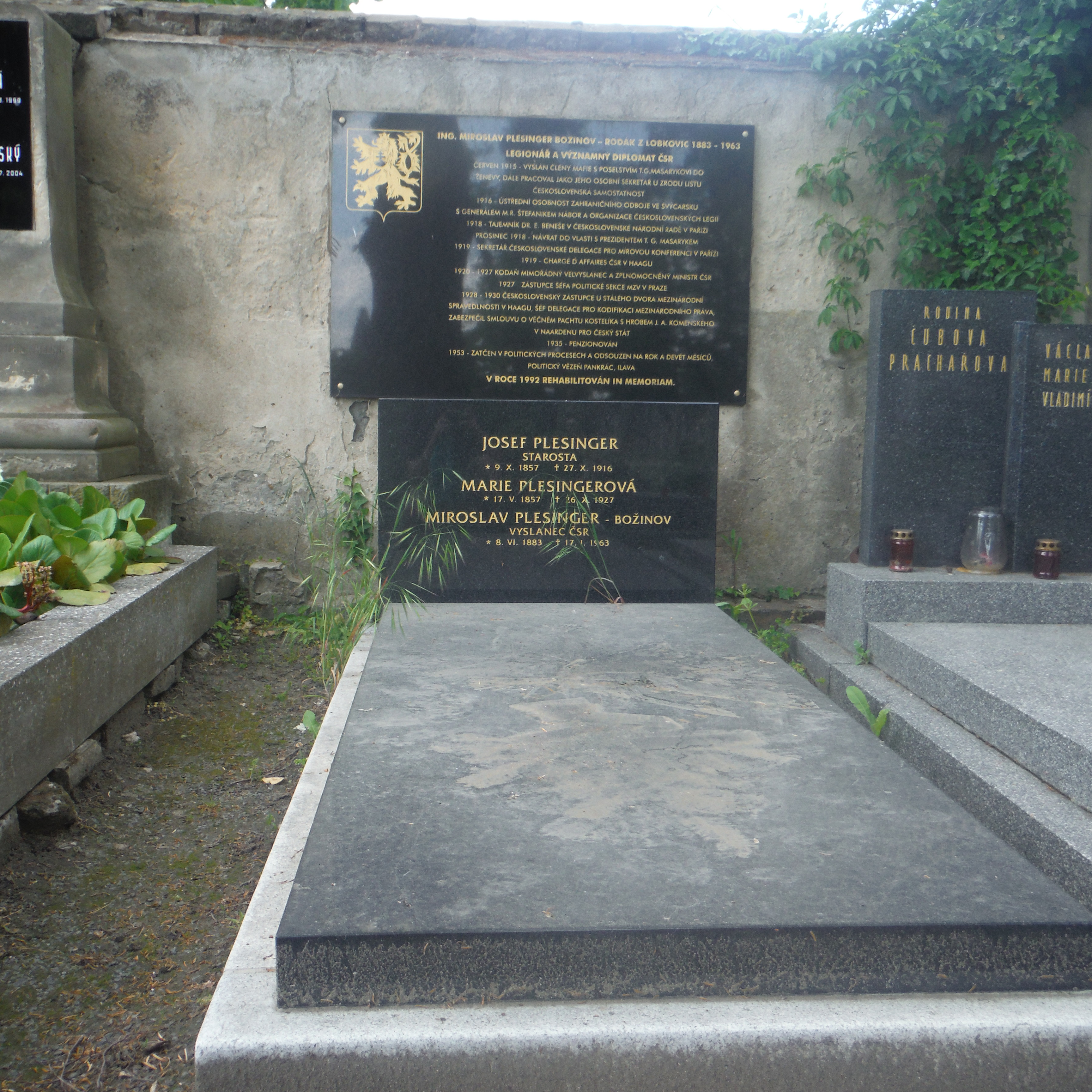
Hrob Miroslava Plesingera-Božinova v Neratovicích